# Катерина Аталик
Катерина Львівка Половникова, у шлюбі Аталик (нар. 14 листопада 1982, Кіров, РРФСР, СРСР) — турецька шахістка російського походження. Міжнародний майстер (2007), чемпіонка Європи (2006). Її рейтинг Ело станом на березень 2020 року — 2453 (29-те місце у світі, 1-ше — серед шахісток Туреччини).

## Життєпис
Катерина Половникова народилася 14 листопада 1982 року в місті Кіров. Закінчила Інститут управлінських кадрів при В'ятському державному педагогічному університеті.
Виграла чемпіонат Європи серед дівчат до 16 років у 1997 році в Талліні.
У 2005 році одружилася з турецьким шахістом Суатом Аталиком та прийняла турецьке громадянство.
На 7-му чемпіонаті Європи серед жінок в турецькому місті Кушадаси у 2006 році займає 1-е місце.
Чемпіонка Туреччини з шахів у 2008 та 2016 роках.

## Зміни рейтингу
| На цьому місці має відображатися графік чи діаграма, однак з технічних причин його відображення наразі вимкнено. Будь ласка, не видаляйте код, який викликає це повідомлення. Розробники вже працюють для того, щоби відновити штатне функціонування цього графіка або діаграми. | |
| | На цьому місці має відображатися графік чи діаграма, однак з технічних причин його відображення наразі вимкнено. Будь ласка, не видаляйте код, який викликає це повідомлення. Розробники вже працюють для того, щоби відновити штатне функціонування цього графіка або діаграми. |